# Citaträtt
Citaträtten är en inskränkning av upphovsrätten, som stipulerar att återgivning av citat i begränsad omfattning och för vissa syften är tillåtna, utan upphovsmannens tillåtelse. Citaträtten brukas oftast då det gäller ord, men är också tillämplig på andra verk än litterära, som musikaliska verk. Citaträtten gäller bara begränsade delar ur ett material, exempelvis i syfte att undervisa eller att vetenskapligt granska texten. Dessutom kan den bara appliceras på material som är "offentliggjort", vilket, om det är en text, innebär att den har publicerats. Citatregeln är inte tillämplig på konstverk (i betydelsen bildkonst) enligt svensk rätt, men återgivningsrätten ger vissa möjligheter att återge konstverk i anslutning till en text som handlar om verket.

## Tillämpbarhet
I den svenska  upphovsrättslagen regleras citaträtten, kort och koncist, i paragraf 22: "Var och en får citera ur offentliggjorda verk i överensstämmelse med god sed och i den omfattning som motiveras av ändamålet."
I den finska upphovsrättslagens paragraf 22 lag finns nästan exakt samma formulering: "Ur offentliggjorda verk får, i överensstämmelse med god sed, citat göras i den omfattning som motiveras av ändamålet."
"God sed" innebär bland annat att upphovsmannen anges, och att citatet inte är till sådan omfattning att det kommer att utgöra huvuddelen i det nya verket.

## Återgivningsrätt
En rätt, som ansetts stå citaträtten nära, är rätten att återge konstverk (återgivningsrätt). Denna regleras i Sverige i 23 § upphovsrättslagen, som stipulerar att offentliggjorda konstverk endast får återges i något av följande fall:
1. i anslutning till texten i en vetenskaplig framställning som inte framställts i förvärvssyfte (om återgivningen sker i överensstämmelse med god sed och i den omfattning som motiveras av ändamålet),
2. i anslutning till texten i en kritisk framställning, dock inte i digital form och
3. i en tidning eller tidskrift i samband med en redogörelse för en dagshändelse, dock inte om verket har skapats för att återges i en sådan publikation.[6]

För första punkten finns en begränsning i den svenska återgivningsrätten om konstverk visas i en populärvetenskaplig framställning (till vilket räknas uppslagsverk och publikationer utgivna av museer).
I den finska upphovsrättslagens paragraf 25 finns inte begränsningarna om förvärvssyfte och digital form.
Citaträtt och återgivningsrätt (och ett antal liknande lagrum) torde vara det närmaste svensk rätt kommer det amerikanska fair use (tillsammans med de svenska bestämmelserna om nytt och självständigt verk), med tanke på ordvalet i den engelska översättningen av Bernkonventionens tionde artikel .